# Білозерський Василь Михайлович

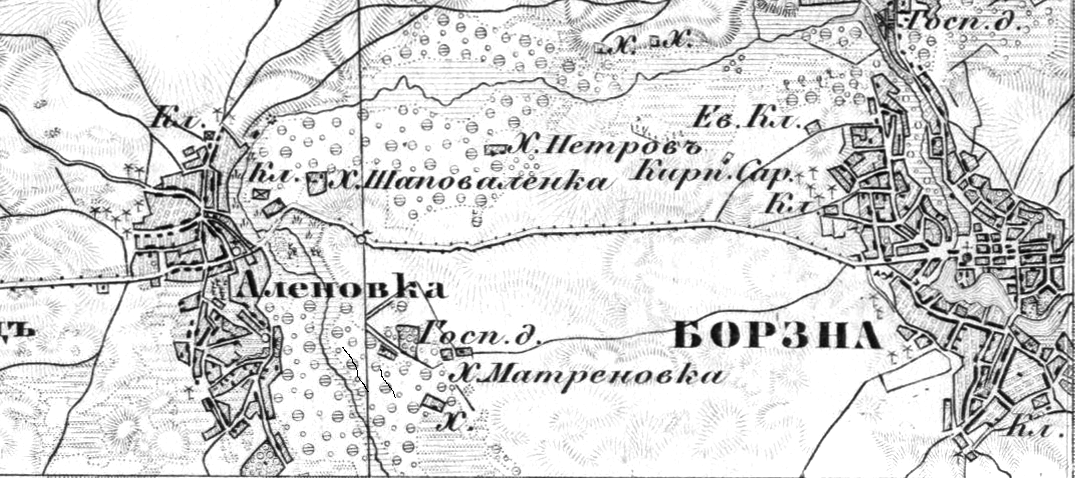
Хутір Мотронівка. Хата, де народився Василь Білозерський

Білозерський Василь Михайлович (1825, хутір Мотронівка, Чернігівщина — 20 лютого (4 березня) 1899) — український громадсько-політичний і культурний діяч, журналіст.

## Життєпис

### Походження
Василь Білозерський народився у дворянській родині на хуторі Мотронівка (нині у межах с. Оленівка поблизу Борзни) у 1825 році. Батьки Михайло та Мотрона Білозерські. Батько Михайло Васильович, вихованець Київської духовної академії, був борзнянським повітовим очільником дворянства. Мати — Мотрона Пилипівна (до шлюбу Силевич), дочка козацького сотника, з роду гетьмана України Павла Полуботка.

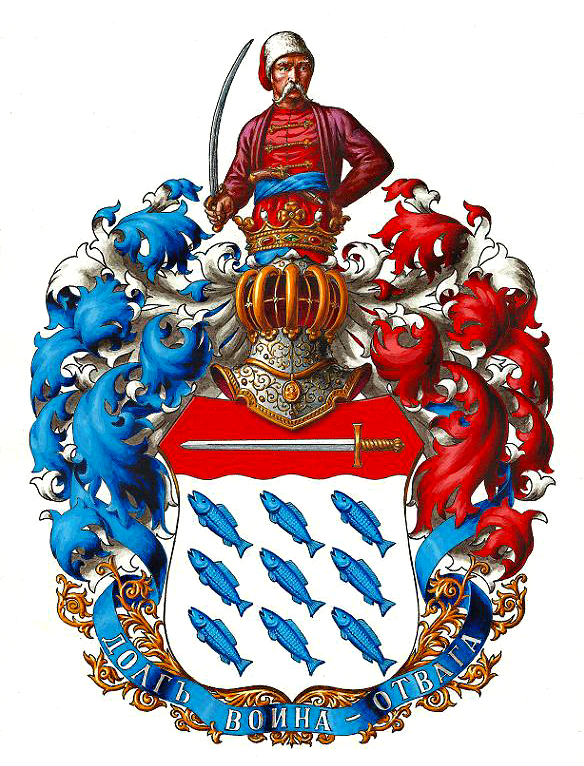
Герб роду Білозерських

Родина Василя Білозерського належала до відомого у Гетьманщині козацько-старшинського роду. За часів Російської імперії рід Білозерських зберіг шляхетський статус через дворянський стан. За звичаєм козацького суспільства вони через шлюби включали представників практично всіх помітних козацьких фамілій, створивши родинну мережу української локальної аристократії, пов'язаної родинними зв'язками. Це пізніше дало можливість вирішувати чутливі питання кар'єри та лобіювання інтересів України, зокрема при дворі монархів, в період її перебування у складі імперії.
Засновник роду Йосип Білозерський, який служив у козацькому війську. В 1740 році він придбав землі поблизу Борзни. Там же він був похований після смерті. Його син Василь Йосипович з 1754 року служив в артилерії, а пізніше, у 1784 році, обіймав чин хорунжого у полковому уряді. В нього було два сини — Данило та Михайло (1772- бл.1832), від яких походили дві гілки роду Білозерських у ХІХ столітті.
Данило Білозерський мав двох синів — Івана та Миколу.
Михайло Васильович Білозерський від шлюбу з Мотроною Силевич мав 9 дітей (6 синів та 3 доньки). До них належали: син Василь, донька Леся (Олександра) — майбутня дружина Пантелеймона Куліша, Микола — фольклорист, сини — Олімпій і Олександр — вільнодумці та народники, Віктор — приятель М. Костомарова, донька Надія — дружина етнографа Симонова-Номиса та мати письменниці Надії Кибальчич, донька Любов (у шлюбі Боголюбцева) стала бабусею письменниці Любові Яновської.
Родина Білозерських мешкала у Борзні, де мала декілька простих домів під солом'яною стріхою. Один з будинків на території садиби був найнятий під суд, де батько, згодом маршалок, служив комісаром. За спогадами дітей, батьки жили побутом близьким до простого народу. В родині часто лунали українські стародавні пісні та народні перекази, батько Михайло вмів грати на гусельцях.
Коли в Борзні сталась пожежа, що знищила родинний будинок, сім'я Білозерських обрала для життя хутір, який Михайло Білозерський вирішив побудувати за 4 версти від Оленівки і за 5 верст від Борзни. На місці великого дубового лісу був заснований родовий хутір Мотронівка. Він складався з будинку на десяток кімнат та флігелю з п'яти кімнат.
Близько 1832 року батько Михайло Білозерський помер, що поставило його родину в скрутне становище. Допомогу вдові з 9 дітьми надавали племінники чоловіка — брати Іван та Микола Білозерські. Після смерті Івана у 1841 році, Микола Білозерський став офіційним опікуном родини свого брата Івана та дядька Михайла.

### Кирило-Мефодіївське братство
В 1841 році Василь Білозерський вступив на історико-філологічний факультет університету Св. Володимира у Києві. Студентське середовище вплинуло на його інтереси та подальшу діяльність. Під час навчання він зацікавився історією східних слов'ян, ретельно збирав матеріали з російської історії щодо України. Основні інтереси: козацькі часи, відносини між Україною і Росією, історія православної церкви, католицька експансія в часи Контрреформації. Також до кола його зацікавлень належало вивчення етнографії та фольклору. На нього справили враження твори Адама Міцкевич, Павла Йозефа Шафарика та Вацлава Ганки. За пізнішим свідченням Білозерського його захоплювала завзятість слов'янських народів, які прагнули відродити свою державністьi.

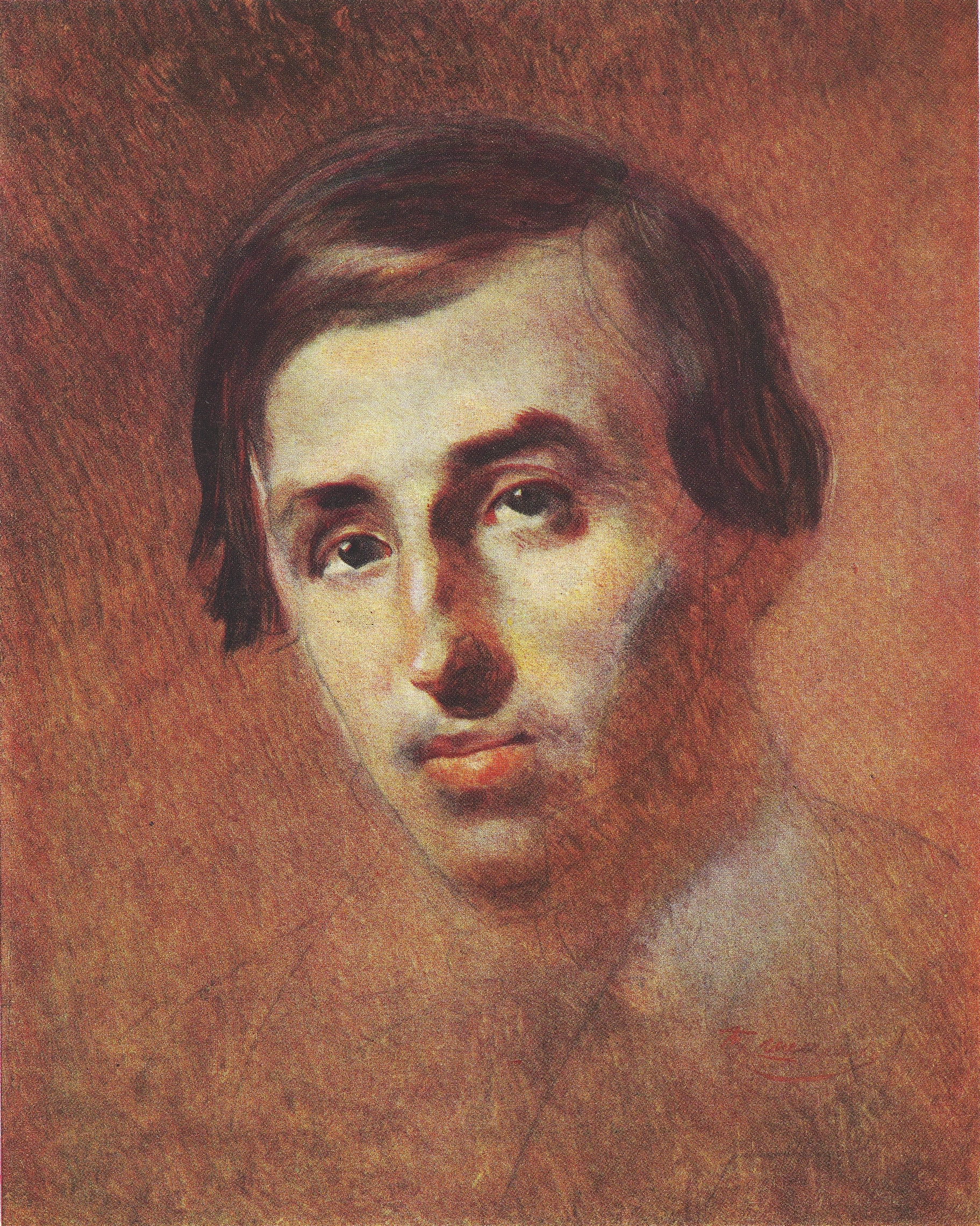
Портрет П. Куліша. Художник Тарас Шевченко (1843—1847)

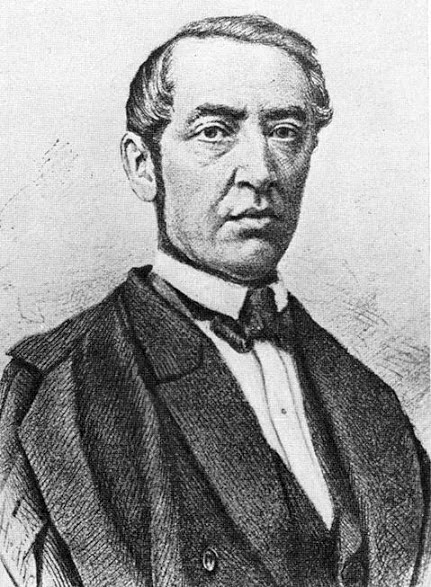
Дмитро Пильчиков

Влітку 1842 року спільний знайомий Куліша та Білозерського — Дмитро Пильчиков спробував їх познайомити. Осінню того ж року, під впливом Куліша, який став для нього наставником, Білозерський починає наукові студії зі славістики. Також на прохання Куліша він зайнявся переписом його роману «Чорна рада». Це підштовхнуло розвиток інтересу до історії української мови. Наприкінці 1843 року Білозерський займався переписуванням документів з архіву Олександра та Михайла Ханенків для Тимчасової комісії з розгляду давніх актів. На цю роботу його рекомендував Куліш.
Знайомство з Кулішем зблизило Білозерського з Миколою Гулаком, Олександром Навроцьким та іншими представниками української інтелігенції, що походили з середовища помісної шляхти та козацтва. Вони брали участь в літературному гуртку, створеного Михайлом Максимовичем та Пантелеймоном Кулішем.
У 1844 році Білозерський познайомився з Тарасом Шевченком під Контрактового ярмарку у Києві. Йому імпонували ідеї поета та його погляди на українське минуле.

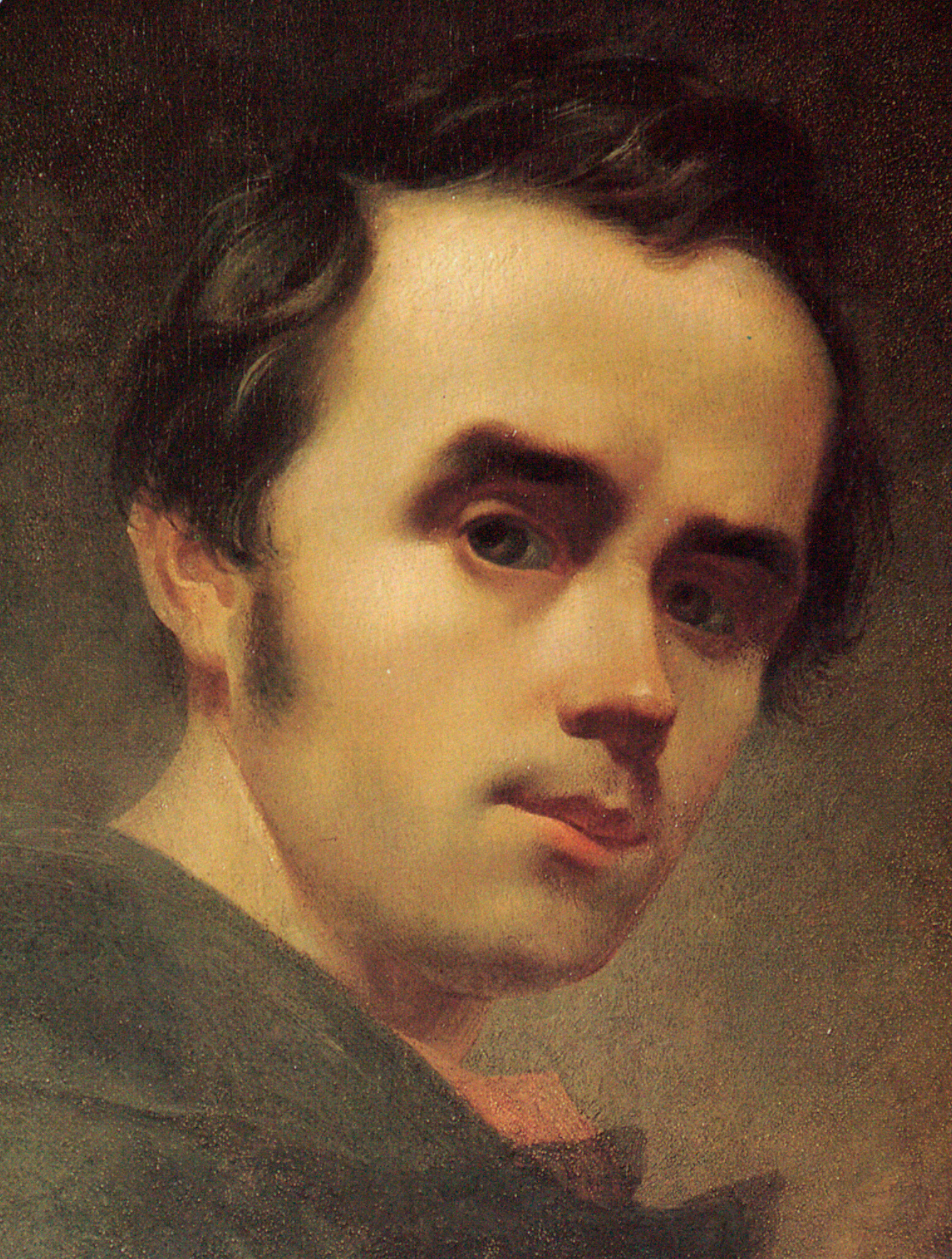
Тарас Шевченко

В 1845 році Білозерський познайомився з Миколою Костомаровим. Гурток, який сформувався у Києві довкола нього, Куліша, Костомарова та Гулака утвердився в необхідності практичних дій для народної просвіти. З цих задумів виникла ідея організації власного товариства. Так навесні 1846 року, приблизно невдовзі після Великодня, Микола Костомаров, Василь Білозерський та Микола Гулак назвали свою організацію братством Святих Кирила і Мефодія, на честь відомих слов'янських просвітників.
Прикладом для наслідування серед братчиків стали таємні товариства, популярні в той час. За прикладом масонських лож, Костомаров та Гулак розробляли символіку. До неї належали персні з надписами «Св. Кирил і Мефодій», печатка з девізом «І зрозумієте істину, і істина визволить вас».
Учасники товариства перебували під сильним впливом європейського романтизму, християнських ідей та концепції панславізму. Про це свідчать програмні документи організації. Над їх створенням працював Василь Білозерський, тому викладені в них принципи є відображенням його власних переконань, а також поглядів його друзів по Кирило-Мефодіївському братству.
Продовж 1846 року він брав участь у створенні «Статуту Слов'янського братства Св. Кирила і Мефодія». Автор «Записки» — пояснень до статуту братства. Розвивав ідеї християнського солідаризму, виступав за об'єднання всіх слов'янських народів у республіканську федерацію, в якій провідну роль відводив Україні.
Братство ставило своїм завданням перебудову тогочасного суспільства на засадах християнського вчення про справедливість, свободу, рівність і братерство шляхом широких державних реформ. До яких відносили ліквідацію кріпацтва, зрівняння у правах всіх станів, поширення освіти серед народних мас, об'єднання всіх слов'ян у федеративну республіку з парламентарним устроєм, надання кожному народу рівних прав.
Молоді патріоти згуртувалися, як пізніше згадував Пантелеймон Куліш, довкола великого задуму — «видвинути рідну мову і націю з духовного занепаду, а українського кріпака з неволі духовної і соціальної»
.
Саме тому, крім «Статуту», Білозерський склав для братства розгорнуте пояснення, коротку записку з історії слов'ян, розробив проєкт створення ремісничих шкіл в Україні для юнаків козацького стану. Створені ним програмні документи відображають християнський підхід до історії. В центрі історичної схеми — національні спільноти. Кожен індивід виступає як момент в житті нації. Велика увага приділена панславізму та ідеї слов'янської спільноти, яка зазнає страшних утисків та страждань. Але саме слов'яни, попри запізнілий розвиток, мають здатність та енергію, щоб очолити Європу. Саме в цьому полягає месіанське бачення Білозерського та інших братчиків.
Водночас, саме через панславізм та скрутне становище слов'янства йде обґрунтування, чому саме Україна має відіграти центральну роль у загальному визволенні. По-друге, на відміну від Польщі та Росії, де були монархії, український народ зберіг козацький потяг до свободи і несплюндровану віру в Христа.
Завданням братства, Білозерський вказав у «Статуті» розповсюдження ідей, переважно через виховання, літературу і розширення братства.
Навесні 1846 року Білозерський отримав звання кандидата словесних наук. Завдяки чому став вчителем у Петровському кадетському корпусі у Полтаві, яку займав у 1846—1847 роках.
В Полтаві Білозерський намагався поширювати ідеї братства. Вів активне листування з П. Кулішем, О. Марковичем, М. Гулаком, О. Навроцьким та іншими однодумцями. За можливості, поширював новітні ідеї в середовищі місцевої шляхти. В цьому йому допомагала участь у літературних зібраннях в салоні Софії Капніст, доньки поета та відомого у попередній період автономіста Василя Капніста. Там Білозерський читав твори Т. Шевченка, уривки з «Чорної ради» П. Куліша, декламував сербські та чеські вірші. Крім цього, він працював над своїм проєктом створення ремісничих шкіл.
Проте, плани Білозерського виходили далеко за межі Полтави. На початку січня 1847 року він звільнився за сімейними обставинами. Приводом до цього стало весілля сестри Олександри, яка вийшла заміж за його друга Пантелеймона Куліша. Вінчання відбулось 22 січня 1847 року в Оленівці, а потім продовжилось весіллям у Мотроновці. Старшим боярином на вінчанні з боку нареченого був художник та поет Тарас Шевченко.

Олександра Білозерська — сестра Василя Білозерського та дружина Пантелеймона Куліша

Тоді ж на початку 1847 року Білозерський приїхав до Києва, де гостив на квартирі М. Гулака. Інтерес братчиків привернув полтавський землевласник Василь Тарновський своїми поглядами на становище селян. Крім того, Білозерський хотів встановити контакти з польськими слов'янофілами.
4 березня 1847 року Білозерський приїхав до Варшави разом зі своєю сестрою та швагром П. Кулішем. В місті він почав спілкування з вченими-славістами П. Дубровським, С. Лінде, В. Мацейовським та іншими.

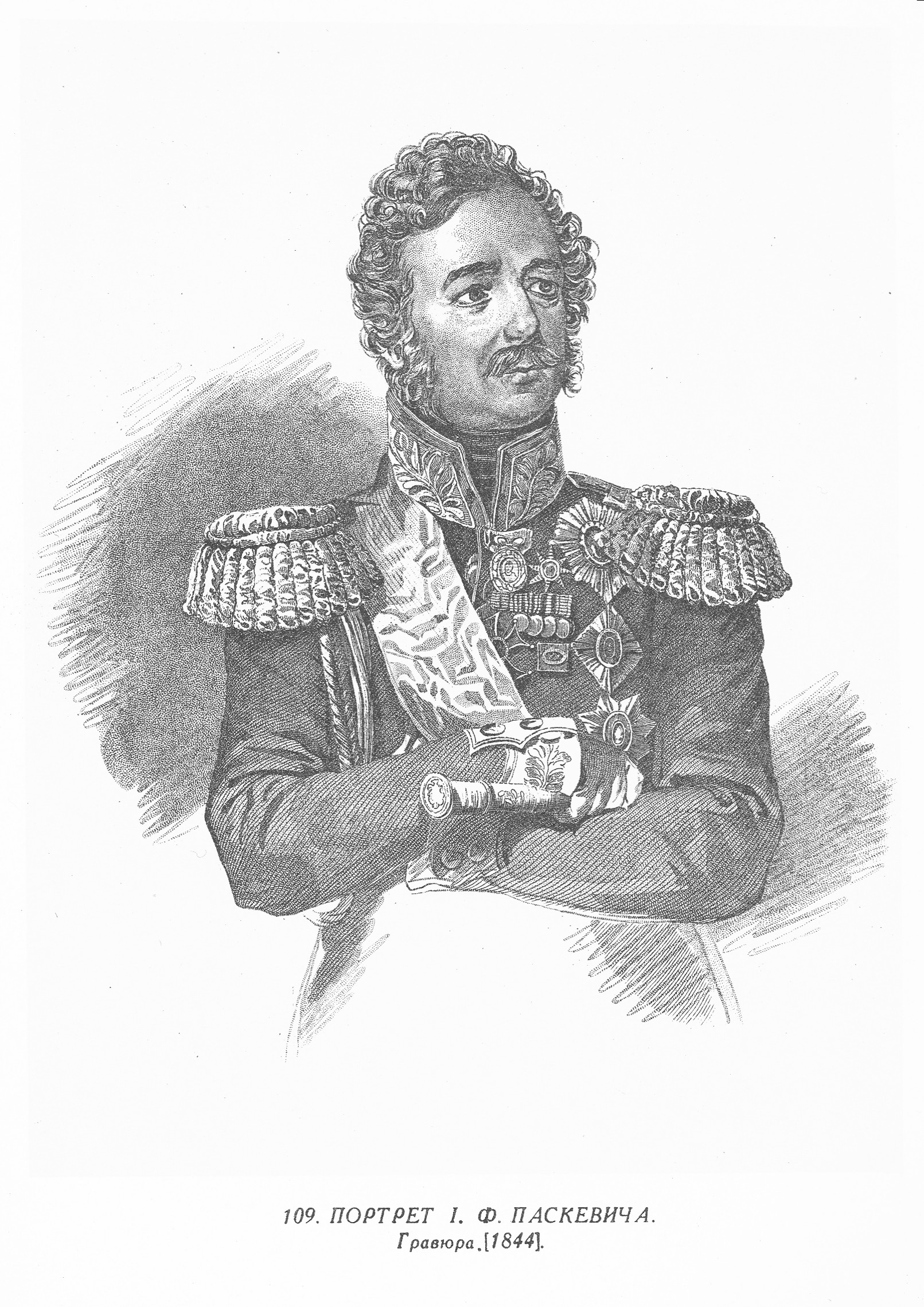
Портрет Івана Паскевича

Але вже за два тижні, царський уряд почав арешти учасників Кирило-Мефодіївського братства. Білозерський та Куліш були заарештовані у Варшаві в квітні 1847 року. Приголомшливу новину про арешт у справі таємного товариства оголосив їм намісник Царства Польського граф Паскевич — корінний полтавець і становий козак. Білозерський був обурений зверхньою і нешляхетною поведінкою Паскевича у їх присутності. Це настільки вразило юну Білозерську, що невдовзі вона втратила в утробі дитину. Ця травма залишиться і з її братом, і чоловіком на все життя. Бо вже ніколи родина Кулішів не могла мати дітей.
З Варшави Білозерський був етапований до Петропавлівської фортеці у Петербурзі, яка була найбільшою політичною в'язницею у Російській імперії.

### Заслання
Під час ув'язнення у Петропавлівський фортеці, доки тривало слідство по справі Кирило-Мефодіївського братства, Білозерський давав свідчення з розрахунком применшити роль організації, обмежити кількість її учасників до трьох (М. Гулак, М. Костомаров та він сам). Також він підкреслював, що після його від'їзду до Полтави, а Костомарова до Одеси організація припинила своє існування.
Слідство по справі братчиків тривало загалом з 18 березня по 30 травня 1847 року. Щодо Білозерського шеф жандармів Олексій Орлов відзначав здібності юнака та пропонував використати його таланти в інтересах колонізації загарбаних земель. Тому вже 2 червня 1847 року Білозерського вислали в Олонецьку губернію під нагляд поліції.
Білозерський отримав місце молодшого помічника в губернській канцелярії у Петрозаводську. Жандарми таємно стежили за ним та двічі на рік повідомляли начальство про поведінку засланця. Вони характеризували його як лагідну, люб'язну людину, релігійність якої межує з фаталізмом.
Водночас, як дослідник-етнограф, Білозерський, опинившись під час заслання в осередку фінських народних культур — карельської та вепської, зайнявся їх вивченням як дослідник-етнограф. Наслідуючи попередника у цьому краї Гнідича, Білозерський цікавиться літературною спадщиною Карелії, насамперед вже відомим на той час епосом Калевала, зібраним німецьким лікарем Еліясом Льоннротом.
В Петрозаводську Білозерський просувався по службовій драбині як чиновник. У 1849 році його було призначено асесором Олонецького губернського правління. Згодом він отримав чин титулярного радника. В 1853 році висувався до нагороди.
Протягом всього часу заслання Білозерський неодноразово звертався за помилуванням. Листи про його помилування писали його мати, сестра та родичі з роду Кочубеїв. Однак, справа про помилування завмерла, коли виник особистий конфлікт між Білозерським і новим губернатором Писаревим.
До того ж до Петрозаводська з Казані перевели ще одного колишнього кирило-мефодіївця Г. Андрузького. Білозерський підтримував товариша по засланню. Згодом жандарми вилучили у Андрузького написану ним «Конституцію республіки». В авторстві підозрювали також Білозерського.
Лише у 1856 році Білозерський, за сприяння родичів по лінії Кочубеїв та нащадків родів з Гетьманщини, отримав дозвіл на переізд до Петербурга. В березні того ж року він отримав посаду радника у Петербурзькій управі благочиння. 13 квітня 1856 року з нього зняли таємний нагляд. Оселившись у Петербурзі, Білозерський став активним учасником місцевого гуртка українців.

### Редактор «Основи»

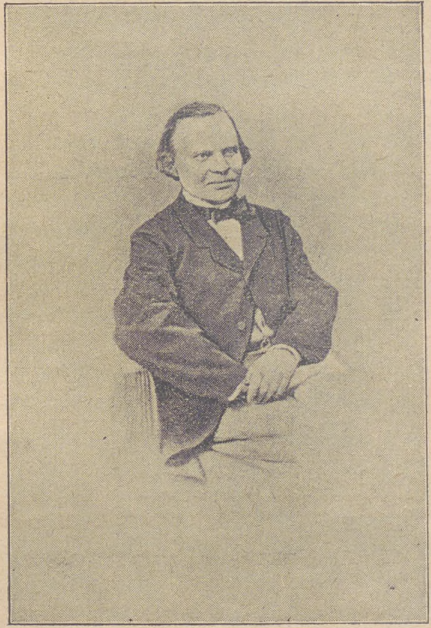
Василь Білозерський — редактор «Основи»

В Петербурзі Василь Білозерський зміг відновити спілкування з друзями по Кирило-Мефодіївському братству — Пантелеймоном Кулішем, Миколою Костомаровим, Тарасом Шевченком. Разом вони відновили роботу в інтересах українського руху, але вже в площині культурницькій, а не політичній. Основним завданням вони бачили передати свої ідеї молодшим поколінням.
Так з'явилась ідея українського часопису. Спочатку на роль головного редактора та видавця розглядався Куліш, але російські цензори не схвалили його кандидатуру. Проєкт був на межі заборони. Але тоді за справу затвердження нового видання взявся Василь Білозерський. Він обіймав достатньо респектабельну посаду придворного радника та експедитора державної канцелярії, завдяки чому мав репутацію благонадійного, а також мав певні фінанси. Додаткові кошти на видання журналу Білозерському дав дядько його дружини Микола Катенін. Через це з грудня 1859 року до липня 1860 року тривав процес отримання всіх необхідних дозволів. Потім йшла підготовка перших випусків.

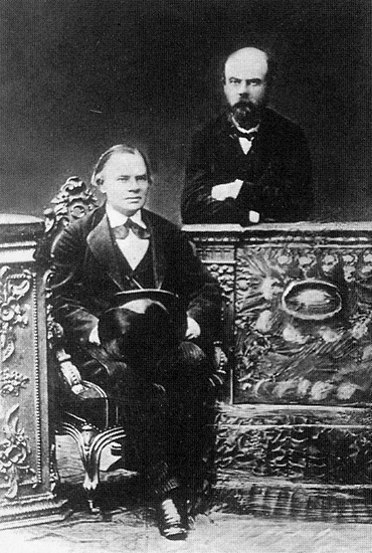
Василь Білозерський (сидить) з Олімпієм Білозерським, 1860-ті рр.

Журнал «Основа» за редакцією Василя Білозерського виходив з січня 1861 по жовтень 1862 року. В ньому друкувались твори Тараса Шевченка, Пантелеймона Куліша, Михайла Максимовича, Марка Вовчка, Олександра Кониського, Івана Карпенко-Карого, Івана Нечуй-Левицького та багатьох інших. Під впливом журналу пожвавився український суспільний рух. У Києві та Полтаві виникають перші просвітні організації — громади.
Красномовною є цитата невідомого українського автора, перлюстрована жандармами: "можна сказати з впевненістю, що більша частина молодого покоління захворіла українофільством; за що, звичайно ж, слід дякувати «Основі».
Цей вплив призвів до посилення уваги до журналу з боку російських жандармів. Вони прирівняли українофільство до «польської сепаратиської інтриги». Економічні проблеми «Основи» прямо пов'язані із цим, оскільки передплачувати чи жертвувати на часопис стає складно в умовах, коли в поліцейських рапортах «Основу» звинувачували в збуренні непокою серед простолюду. Нападки на публікації «основ'ян» у проурядових виданнях формували імідж «антиурядовості», тож читати такі матеріали означало додатково наражатися на звинувачення з боку влади у нелояльності.
Інша причина полягала у фінансових проблемах та поганому управлінні видавництвом з боку редакції. Василь Білозерський, як редактор, погано уявляв як перетворити просвітницький журнал на комерційно успішний проєкт.
Він вважав, що його часопис «зможе існувати лише тоді, коли об'єднає навколо себе всіх українців, зокрема українських поміщиків». Попри, цю ідеалістичну позицію та пожертви на журнал з боку Василя Тарновського та Григорія Ґалаґана, журнал не користувався попитом серед українських дворян через свою радикальність, а українська молодь, навпаки, хотіла, щоб журнал був революційним.
Внаслідок цього «Основа» зазнавала збитків. Наклад за 1861 рік не був до кінця розпроданий. З початку 1862 року стало менше передплатників. Редакція була змушена постійно затримувати випуск чергових номерів, через що журнал закрився до кінця року без яких-небудь екстраординарних репресій з боку властей, які могли б розглядатися як основна причина.
Врешті-решт, проблеми з цензурою, політичний тиск, збитки та втрата читацької аудиторії призвели до закриття журналу.

### Останні роки
Після невдачі з виданням «Основи» Василь Білозерський став відходити від активної літературної діяльності. Його тричі обшуковувала поліція під впливом випадів проурядового публіциста Каткова, який нападав на українофільський рух.
Після 1862 року, щоб розрахуватись з боргами, Білозерський більше часу приділяє державній службі. В 1864—1867 роках разом з Кулішем служив в установчому комітеті Царства Польського у Варшаві, який розробляв проєкти аграрної реформи. Пізніше був директором Канцелярії урядового комітету Царства Польського. Діяльність комітету була пов'язана зі створенням новітніх схем управління польськими землями після придушення повстання 1863 року. Через це діяльність Білозерського зустріла осуд з боку ліберальної української громадськості. Згодом перейшов на службу у справах судочинства.
Під час служби у Варшаві підтримував зв'язки з Галичиною, співпрацював у часописах «Мета» і «Правда».
Після відставки з державної служби мешкав у Петербурзі.
Останні роки життя провів на хуторі Мотронівці, де мешкав в товаристві сестри Олександри Білозерської-Куліш. Помер 20 лютого (4 березня) 1899 року.

## Родина
Василь Білозерський був братом Миколи Білозерського, Олександри Білозерської. Через шлюб сестри був у родинних зв'язках з Пантелеймоном Кулішем, який приходився йому свояком.
Під час заслання до Петрозаводська Василь Білозерський одружився з Надією Ген. Її батько, німець за походженням, Олександр Ген був призначений губернським лісничим. Мати — Лідія Іванівна, уроджена Катеніна, походила з роду костромських дворян Катеніних, які вели свій рід від середини XV століття.

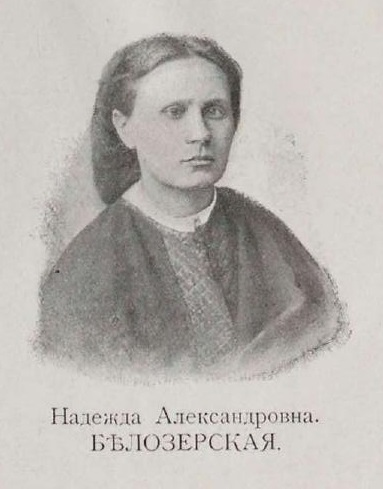
Надія Білозерська

Надія Ген мала домашню освіту, знала декілька іноземних мов. Саме освіченість та потяг до інтелектуальної праці привабили її до Василя Білозерського. Дружина з великою симпатією ставилась до його друзів та знайомих за українською громадою в Петербурзі. На прохання Надії, її дядько Микола Катенін, фінансував видання часопису «Основа», через що на посаду редактора було обрано Василя Білозерського.
Проте, пізніше подружжя Білозерських розлучилось у 1867 році. Причиною стали вади Василя Білозерського, який не вмів підтримувати у порядку власні приватні та фінансові справи, був неорганізованим, не вмів розпоряджатись часом. Через цей безлад він не міг позбутись боргів, що множились через його пристрасть до картярства. Надія Білозерська пішла від нього з трьома дітьми. Знайомі ставили йому у провину, що після розлучення, він не підтримував своїх дітей матеріально. Їх вихованням займались дядько дружини Микола Катенін та її мати Лідія Ген-Катеніна.
Загалом подружжя Василя та Надії Білозерських мали троє дітей:
- Тарас Васильович (1858 — †1925)
- Микола Васильович (*? — †?)
- Лідія Василівна (*? — †?)

Син Білозерського — Тарас (1858—1925), був хресником Тараса Шевченка. Але через розлучення та відчуження від батька Василя Білозерського, він залишився осторонь діяльності українського руху. Тарас Білозерський закінчив Санкт-Петербурзьку медико-хірургічну академію. Був лікарем-хірургом в Обухівській лікарні у Санкт-Петербурзі.З 1899 року обіймав посаду директора російського товариства «Нафта», яке розробляло нафтові ділянки в районі Баку. Сповідував крайньо праві погляди, виконував обов'язки гласного у Петербурзькій міській думі. Після революції емігрував до Франції, де в 1920—1921 роках був у складі «Ділового комітету», що допомагав колишнім білогвардійцям. Помер у Парижі 19 вересня 1925 року.